# 白云街道 (东阳市)
白云街道是中国浙江省金华市东阳市下辖的一个街道。面积54平方公里，下辖8个居委会，为东阳经济开发区所在地。

## 行政区划
- 接官亭社区、中山社区、望江社区、十里头社区、白云社区、蓝天社区、莲花山社区、昆溪社区8个社区